# Azoricidae
Famille
Synonymes
- Leiodermatiidae Lendenfeld, 1903

Les Azoricidae forment une famille de spongiaires de l'ordre Tetractinellida.

## Liste des genres
Selon World Register of Marine Species (31 mai 2016) :
- genre Desmascula de Laubenfels, 1950
- genre Jereicopsis Lévi & Lévi, 1983
- genre Leiodermatium Schmidt, 1870